# Gab (SNS)
Gab（ギャブ）は、アメリカ合衆国ペンシルベニア州クラークス・サミットに本社を置く Gab AI, Inc. が運営するソーシャル・ネットワーキング・サービス（SNS）。

## 概要
2016年8月にプライベートベータ版が開始し、2017年に公開された。2019年7月の時点で約100万の登録ユーザーがいるとされている。主な利用者層は保守的な白人男性である。利用者は「gabs」と呼ばれる、Twitterのツイートに似た文字数制限のあるメッセージを投稿することができる。他のSNSを追放された極右のインターネットユーザーがプラットフォームとして利用していることで知られている。
Gabは、ネオナチ、白人至上主義者、オルタナ右翼などといった極端な政治思想の持ち主にとって「安息の地」であるとして広く取り上げられている。2018年現在、Gabで最もフォロワーを集めている人物にはリチャード・B・スペンサー、マイク・セルノヴィッチ、アレックス・ジョーンズといったオルタナ右翼の言論人がいる。また2018年3月の財務諸表によれば、Gabは、同様に極右的なウェブサイトであるブライトバート・ニュース・ネットワークやインフォウォーズを競争相手とみなしている。
Gabは言論の自由と個人の自由権を支持していると主張しているが、こうした言い分はオルタナ右翼のコミュニティを守る盾として使っているだけに過ぎないと批判されている。
2018年10月、ピッツバーグでシナゴーグ（ユダヤ教の礼拝所）が襲撃され、銃乱射により11人が死亡する事件が発生した（ピッツバーグ・シナゴーグ銃撃事件）。この事件の犯人である反ユダヤ主義者の男性はGabのユーザであり、Gabに頻繁に反ユダヤ主義的な投稿をしており、事件当日には襲撃をほのめかすような内容を投稿していた。この事件が原因でGabは、ホスティングサービスを提供していたGoDaddyからサービス停止の処分を受けて一時的にアクセス不能となったが、11月14日にEpikのホスティングサービス契約にこぎつけてサービスを復旧させた。
2019年1月、GabはDissenterというブラウザ拡張機能をリリースした。この拡張機能を使用することによって、あらゆるウェブサイトの記事にDissenterの利用者のみ読むことができるコメントを自由に投稿することができるというものであった。しかし2019年4月には、規約違反のためFirefoxのアドオンおよびChromeウェブストアから削除されている。2019年7月には、Gabはソフトウェアの基盤を、オープンソースの分散型ソーシャル・ネットワークサービスであるマストドン上のフォーク版へと移行した。これに対しマストドンは抗議声明を発表し、Gabは表現の自由の名の下に人種差別で金儲けをしようとしていると非難した。